# Mojana
Mojana o Moiana è una frazione del comune italiano di Merone posta  a sinistra del fiume Lambro sulle rive del lago di Pusiano a nordest del centro abitato, verso Rogeno.

## Storia
Mojana fu un antico comune del Milanese, per secoli compreso nella Squadra dei Mauri seppur senza continuità territoriale se non per via lacustre, mentre religiosamente era connesso alla vicina Merone.
Registrato agli atti del 1751 come un villaggio di 158 abitanti, nel 1757 fu spostato nella Squadra di Nibionno nell'ambito della razionalizzazione amministrativa voluta dall'Imperatrice Maria Teresa, mentre nel 1786 entrò per un quinquennio a far parte della Provincia di Como, per poi cambiare continuamente i riferimenti amministrativi nel 1791, nel 1797 e nel 1798.
Portato definitivamente sotto Como nel 1801, alla proclamazione del Regno d'Italia nel 1805 risultava avere 214 abitanti. Nel 1809 il municipio fu soppresso su risultanza di un regio decreto di Napoleone che lo unì per la prima volta a Merone, ma il Comune di Mojana fu restaurato nel 1816 dagli austriaci dopo il loro ritorno. Nel 1853 risultò essere popolato da 343 anime, salite a 476 nel 1871. Il censimento del 1921 registrò 585 residenti, ma nel 1928 il regime fascista decise la definitiva soppressione del municipio, aggregandolo nuovamente a Merone seguendo l'antico modello napoleonico.